# Улобићи
Улобићи су ненасељено мјесто у општини Трново, Република Српска, БиХ.

## Становништво
Према попису становништва из 1991. године, мјесто није имало становника.